# Gordon Liddy
George Gordon Liddy (Brooklyn, 30 novembre 1930 – Mount Vernon, 30 marzo 2021) è stato un avvocato statunitense, agente del FBI e figura importante nello scandalo Watergate di Washington il 17 giugno 1972. Era il capo operativo dell'"Unità Idraulici" della Casa Bianca durante il mandato del presidente Richard Nixon.

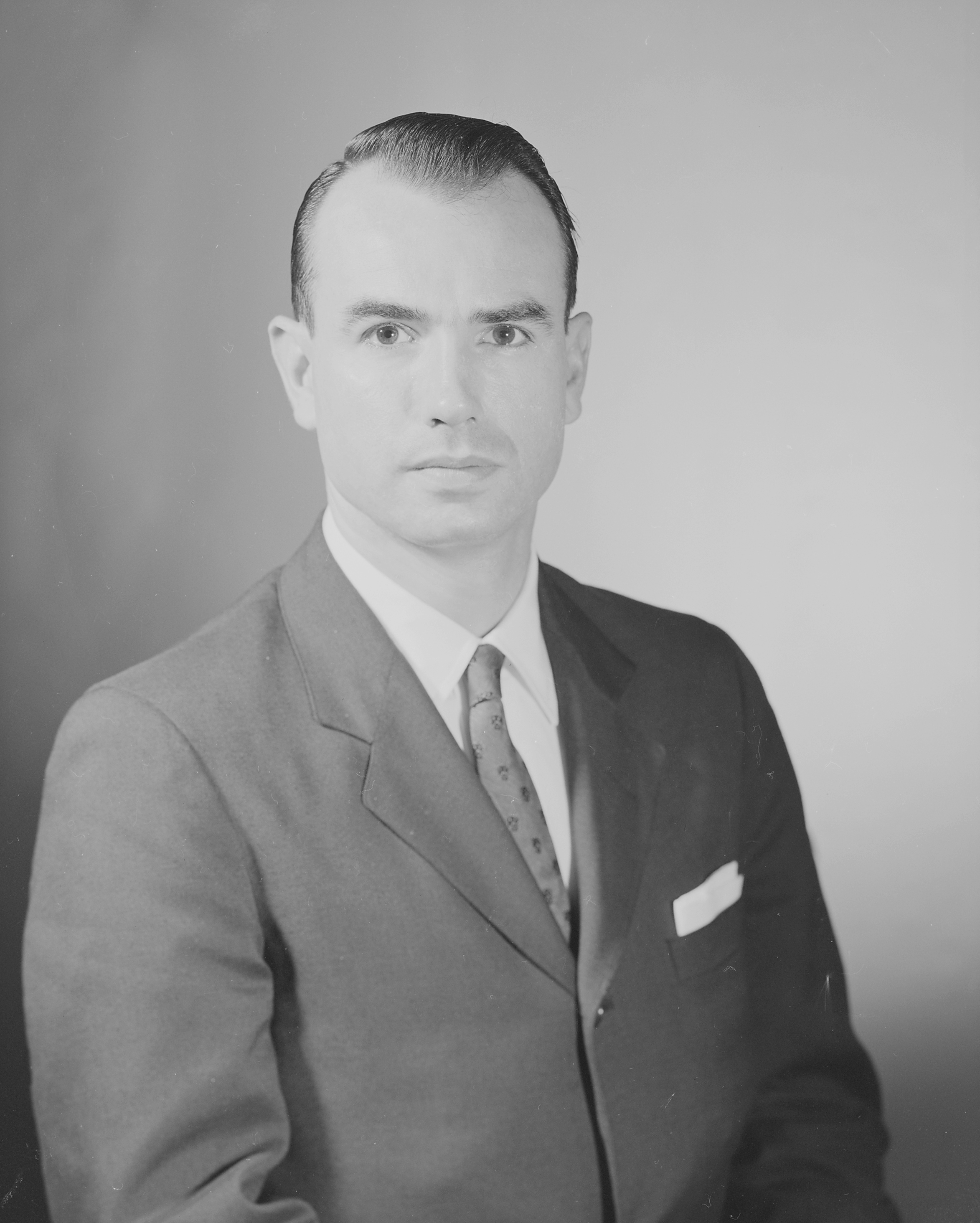
Gordon Liddy, ca. 1964

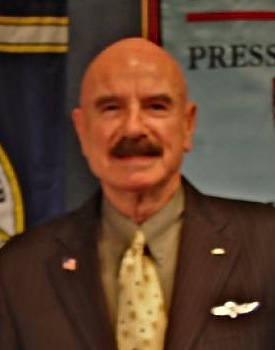
Gordon Liddy nel 2004

In particolare, Liddy, che aveva radicate idee di estrema destra, pianificò e supervisionò in modo criminale l'irruzione del quartier generale del Partito Democratico nel complesso edilizio Watergate. L'operazione divenne il punto di partenza per il più grande scandalo politico americano del 20º secolo. Liddy fu condannato per cospirazione, furto con scasso e intercettazioni illegali per il suo ruolo nello scandalo.

## Biografia
Liddy nacque a Brooklyn nel 1930. Suo padre, Sylvester James Liddy, era un avvocato; sua madre era Maria (Abbaticchio). La sua famiglia era di origine irlandese e italiana. Liddy prese il nome da George Gordon Battle, un noto avvocato e leader di Tammany Hall. Crebbe a Hoboken (racconterà nel 1980 nella sua autobiografia "Will" di avere allora arrostito e mangiato un topo per dimostrare la mancanza di debolezza) e West Caldwell, nel New Jersey. Frequentò la St. Benedict's Preparatory School, la scuola di suo padre, a Newark.
Studiò quindi alla Fordham University, laureandosi nel 1952. Mentre si trovava a Fordham, era membro della National Society of Pershing Rifles. Dopo la laurea, Liddy si arruolò nell'esercito degli Stati Uniti, prestando servizio per due anni come ufficiale di artiglieria durante la guerra di Corea. Fu assegnato a un'unità radar antiaerea a Brooklyn per motivi medici. Dopo essersi specializzato nel 1957 alla Fordham University School of Law, lavorò per il Federal Bureau of Investigation (FBI) sotto J. Edgar Hoover.

### FBI
Liddy entrò a far parte dell'FBI nel 1957, inizialmente come agente sul campo in Indiana e Denver. A Denver, il 10 settembre 1960, Liddy arrestò Ernest Tait, uno dei dieci più ricercati. All'età di 29 anni, Liddy divenne il più giovane supervisore dell'ufficio presso il quartier generale dell'FBI a Washington, D.C. Protetto del vicedirettore Cartha DeLoach, Liddy entrò a far parte dello staff personale di Edgar Hoover e divenne il suo ghostwriter. Tra i suoi colleghi agenti aveva una reputazione di essere imprudente ed era noto principalmente per due incidenti. Il primo fu un arresto a Kansas City, Missouri, durante un'operazione sulla "borsa nera"; venne rilasciato dopo aver chiamato Clarence M. Kelley, ex agente dell'FBI e capo della polizia di Kansas City. Il secondo era una misura di controllo dell'FBI sulla sua futura moglie prima del loro matrimonio nel 1957; Liddy in seguito la definì "puramente una misura precauzionale di routine".

### Decesso
Liddy morì il 30 marzo 2021, a casa di una figlia in Virginia. Aveva 90 anni ed era affetto dalla malattia di Parkinson.

## Vita privata
Liddy fu sposato con Frances Purcell-Liddy, nativa di Poughkeepsie, New York, per 53 anni fino alla sua morte il 5 febbraio 2010. Era un'insegnante. La coppia ha avuto cinque figli: Thomas, Alexandra, Grace, James e Raymond.